# Robert Liot
Robert Liot, né le 18 septembre 1908 à Royan et mort le 27 mai 1982 à Cannes, est un homme politique français.

## Détail des fonctions et des mandats
Mandat parlementaire
- 26 avril 1959 - 26 septembre 1965 : Sénateur du Nord

Mandats locaux
- 1949-1950: Conseiller général du canton du  Quesnoy-Est